# Мадам дю Баррі
Марі́ Жа́нна Бекю́ (фр. Marie-Jeanne Bécu), у шлюбі графиня дю Баррі (фр. comtesse du Barry, 19 серпня 1743, Вокулер — 8 грудня 1793, Париж) — офіційна фаворитка французького короля Людовика XV. 
Крім прізвищ матері (Бекю), що була служницею, і батька (Гомар), користувалася також псевдонімом Ланж (фр. Lange, від l'ange — ангел). Фавориткою король захопився настільки, що навіть наказав якомусь генеалогу створити її родовід, котрий нібито походив від Жанни д'Арк.

## Біографія
Незаконна дочка збирача податей Гомара де Воберньє (Gomard de Vaubernier). У молодості була повією і мала зв'язок з катом Анрі Сансоном, який і стратив її на ешафоті під час Великої французької революції.
Була модисткою, потім оселилася в будинку графа дю Баррі. Людовик XV наблизив її до себе, влаштував їй шлюб з братом графа дю Баррі і в 1769 привів до двору.
Міністр закордонних справ Шуазель марно намагався її скинути і викликав цим тільки власне падіння. Хоча Марі дю Баррі мало втручалася в урядові справи, але сприяла піднесенню герцога д'Егільйона і підтримувала його проти парламенту за допомогою канцлера де Мопу. Після смерті Людовика XV її заарештували і направили в монастир, але скоро вона повернулась до свого замку в Марлі, де продовжувала жити розкішним життям. Для графині дю Баррі ювеліри — саксонці Боемер та його компаньйон, нащадок французьких гугенотів Босанж, що мали власну крамницю на Вандом — виготовили цінне намисто, яке після смерті Людовика XV дісталося новій королеві Марії Антуанетті і стало причиною скандальної справи (див. Намисто королеви).

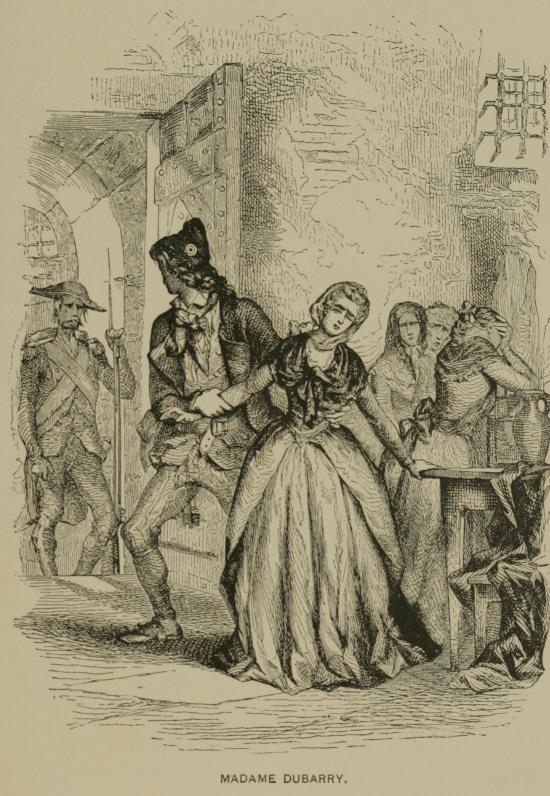
Мадам дю Баррі ведуть на ешафот

Дю Баррі викликала майже загальну народну ненависть і вважалася одним із символів злочинів «Старого режиму». Можливо, саме про неї в Парижі співали: «France, quel est done ton destin, — D'être soumise à la femelle! — Ton salut vint d'une pucelle, — Tu périras par la catin…» (Що в тебе за доля, Франціє — бути підкореною бабі. — Бути врятованою незайманою, — а загинути від повії!). 
Насправді ж — як і більшість інших людей, близьких до королівського дому, які стали жертвами революції, — до жодних одіозних політичних акцій Жанна дю Баррі причетна не була. Її гріхом було тільки марнотратство (втім, звичайне для аристократії того часу). Король щедро обдаровував фаворитку: призначив щомісячне утримання розміром в 300 тис. ліврів, збудував для неї знаменитий пансіон Лувесьєн що біля Версалю. 
Під час революції дю Баррі була віддана суду і гільйотинована за звинуваченням у тому, що нібито допомагала емігрантам і вступила в зносини з прихильниками Бріссо (жирондистами). Померла без звичайних у той час твердості і стоїцизму (їй приписують вигук, який вона повторила безліч разів перед смертю: «Ще хвилиночку, пане кат!» (фр. Encore un moment, monsieur le bourreau).
«Мемуари» (Mémoires), що вийшли під її ім'ям (Париж, 1829—1830), несправжні і належать перу Етьєна Ламотт-Лангон, але містять багато цікавого.

## Образ в мистецтві
Марі Жанні дю Баррі присвячений мюзикл Коула Портера (1939). Також вона є героїнею багатьох творів кіно, в тому числі німої стрічки Ернста Любича (1919), фільму Крістіан Жака (1954). У фільмі Софії Копполи «Марія Антуанетта» (2006) роль мадам Дюбаррі виконала Азія Ардженто. Раніше її роль виконували Теда Бара (1917), Пола Негрі (у фільмі Любича, 1919), Норма Толмедж (1930), Долорес дель Ріо (1934), Гледіс Джордж (1938), Люсіль Болл (1943) та інші. Є однією з героїнь роману Александра Дюма «Жозеф Бальзамо» (Joseph Balsamo, 1846—1848). Є головною героїнею фільму «Мадам Дю Баррі» (2023). В манзі та аніме Мадам дю Баррі є персонажем в Versailles no Bara (1979)